# Brigitte Garceau
Brigitte Garceau, née en 1964 à Montréal, est une avocate et femme politique québécoise, élue à l'Assemblée nationale du Québec lors de l'élection générale québécoise de 2022. Elle représente la circonscription de Robert-Baldwin en tant que membre du Parti libéral du Québec.

## Formation et engagement
Brigitte Garceau obtient un baccalauréat ès arts à l’Université de Carleton, un baccalauréat en common law à l’Université d’Ottawa et d'un baccalauréat en droit civil à l’Université de Montréal. Elle passe le barreau en 1992 et devient avocate spécialisée en droit de la famille, principalement su sein du cabinet Robinson Sheppard Shapiro. En 2022, elle fait partie des neufs avocats à recevoir le titre d'Advocatus Emeritus (Avocat émérite) décerné par le Barreau du Québec.
Elle s'engage en parallèle au niveau communautaire, notamment sur la question du droit des femmes. À ce titre, elle entre au conseil d'administration du Refuge pour les femmes de l'Ouest de l'Île en 2015 et le préside de 2020 à 2022. Elle est récipiendaire d’une médaille du jubilé de diamant de la Reine pour son engagement communautaire et d’un certificat de mérite du Parlement pour souligner ses contributions à la communauté et à la démocratie canadienne.

## Carrière politique
De 2009 à 2012, Garceau est vice-présidente du Parti libéral du Canada et est présidente de l'Association libérale fédérale de Westmount–Ville-Marie de 2006-2011. Elle se lance en politique provinciale à l'occasion du départ de la vie politique de Carlos J. Leitão et est investie candidate par le Parti libéral du Québec dans Robert-Baldwin en septembre 2022.
Un mois après, elle est largement élue dans ce qui est considéré comme un château fort du parti. Avec 57,8 % et 12 449 voix d'avance sur le candidat conservateur, qui arrive deuxième, son score est cependant un glissement par rapport aux élections précédentes, où les candidats libéraux dépassaient les 75 %.
Une fois élue, elle devient porte-parole de l’opposition officielle en matière de condition féminine, pour la famille, pour la protection de la jeunesse, pour le suivi du rapport Rebâtir la confiance et pour la région de la Mauricie. Elle se fait notamment entendre sur la question des maisons d'hébergement

## Résultats électoraux
|                                                                                               | Nom               | Parti                    | Nombre de voix | %      | Maj.   |
| --------------------------------------------------------------------------------------------- | ----------------- | ------------------------ | -------------- | ------ | ------ |
|                                                                                               | Brigitte Garceau  | Libéral                  | 17 228         | 57,8 % | 12 449 |
|                                                                                               | Axel Lellouche    | Conservateur             | 4 779          | 16 %   | -      |
|                                                                                               | Maïté Beaudoin    | Coalition avenir         | 2 909          | 9,8 %  | -      |
|                                                                                               | Marieve Ruel      | Québec solidaire         | 1 498          | 5 %    | -      |
|                                                                                               | Jonathan Gray     | Parti canadien du Québec | 1 231          | 4,1 %  | -      |
|                                                                                               | Qaiser Choudhry   | Bloc Montréal            | 792            | 2,7 %  | -      |
|                                                                                               | Alix Martel       | Parti québécois          | 776            | 2,6 %  | -      |
|                                                                                               | David MacFarquhar | Vert                     | 614            | 2,1 %  | -      |
| Total                                                                                         | Total             | Total                    | 29 827         | 100 %  |        |
| Le taux de participation lors de l'élection était de 55,8 % et 257 bulletins ont été rejetés. |                   |                          |                |        |        |